# DuBois (Pennsylvania)
DuBois è un comune (city) degli Stati Uniti d'America, situato nello stato della Pennsylvania, nella contea di Clearfield.